# Lawndale (California)
Lawndale es una ciudad en el condado de Los Ángeles, California, Estados Unidos. La población era de 32.769 en el censo de 2010, frente a 31.711 según el censo de 2000.
La ciudad se encuentra en la región sur de la bahía de la mayor Gran Los Ángeles.

## Historia
Desde el 1780 en adelante, el área que es ahora Lawndale fue parte de Rancho Sausal Redondo, una concesión de tierras dadas por el gobierno colonial español, que incluye gran parte de lo que hoy es la región de South Bay. En 1905 Charles B. Hopper primero había subdividido el área y puso el nombre de un suburbio de Chicago. El primer ferrocarril que transitó a través de Lawndale fue el ferrocarril de la División de Redondo, que luego se convertiría en parte del sistema de "Red Car" Pacific Electric. Funcionó en el medio del tren AVE (ahora Hawthorne Blvd.) hasta 1933. En 1927 llegó el ferrocarril Santa Fe. Tras la II guerra mundial, la inmensa demanda de vivienda tras el retorno de veteranos y recién llegados a California dio lugar a la formación de Lawndale como una Ciudad dormitorio. El 28 de diciembre de 1959 fue incorporada como una ciudad en el Condado de Los Ángeles.
A partir de 1970 los precios de vivienda de Lawndale eran relativamente bajos, y la ubicación más conveniente en relación con sus ciudades vecinas había atraído absentistas y una parte sustancial de sus residentes se convirtió cada vez más inquilinos.
Durante un tiempo en la década de 1980, con el nuevo ciclo de expansión de la industria de defensa cercana, muchos jóvenes que deseaban vivir en las ciudades costeras encontraron que simplemente no podían permitirse el lujo de hacerlo, y se establecieron en las ciudades del interior menos glamorosas como Lawndale. Pero con la contracción de esta industria después de la guerra fría, Lawndale volvió a su patrón anterior. Lawndale ha tratado de atraer a más propietarios-residentes, así como a los turistas con la realización del proyecto de renovación urbana: "Embellecer Lawndale", a lo largo tramo de la ciudad de Hawthorne Boulevard (Ruta Estatal 107), una carretera importante del sur de la bahía.
Una gran cartelera electrónica se instaló y comenzó a tener publicidad en 2004 hasta que se observó que el letrero violaba una ordenanza municipal que prohíbe la publicidad de las empresas fuera de la ciudad en las muestras de esa naturaleza. Durante sus primeros 18 meses el cartel fue patrocinado por Fox y promovido próxima televisión y películas bajo la etiqueta de Fox. También más adelante ganó y perdió un patrocinio con Acura antes de su actual patrocinio para Los Angeles radio estación 100.3 – el sonido. La cartelera se dice que generan en Lawndale $200.000 anuales.
En 2012 el Lawndale Community Center abrió sus puertas.
Roy Rogers vivió allí durante un tiempo y Fred Dryer fue criado allí.

## Economía

### Top empleadores
Según Informe Financiero Anual Integral de la Ciudad de 2009, los principales empleadores de la ciudad son:
| #  | Empleador                       | # de Empleados |
| -- | ------------------------------- | -------------- |
| 1  | City of Lawndale                | 105            |
| 2  | Top Valu Market                 | 91             |
| 3  | La Vida Medical Group           | 82             |
| 4  | American Drilling Company       | 68             |
| 5  | Big Saver Foods                 | 66             |
| 6  | McDonald's                      | 60             |
| 7  | Carbro                          | 56             |
| 8  | Guitar Center                   | 47             |
| 9  | El Pollo Inka                   | 44             |
| 10 | WEMS                            | 42             |
| 11 | Property Prep                   | 41             |
| 12 | Advanced Veterinary Care Center | 40             |
| 13 | Spires Restaurant               | 36             |
| 14 | 99 Cents Only Store             | 36             |
| 15 | Westwood Building Materials     | 32             |

## Medios de Comunicación
Lawndale comunidad televisión por Cable en canal 22 es una estación de televisión por cable de televisión de acceso público. El departamento de televisión de Cable de la ciudad de Lawndale es financiado por la Corporación de uso Cable de Lawndale y la ciudad de Lawndale, a través de tarifas de acceso Local y cuota de franquicia de televisión por Cable suministrado por la compañía local de cable, Time Warner Cable. El uso de Cable de Lawndale Corporation es la Corporación de California sin fines de lucro, que recibe estas cuotas y prevé el desarrollo de la televisión por Cable de la comunidad de Lawndale.
Se informan en toda la ciudad a los residentes acerca de los programas y eventos que ocurren en la ciudad.
Está ahora disponible en línea en el sitio web de la ciudad.

## Gobierno e infraestructura
El Departamento del Sheriff del Condado de Los Ángeles (LASD), opera la estación de Lennox en Lennox, sirviendo en Lawndale.
Además la agencia maneja el Centro de Servicios del Departamento del Sheriff de Lawndale. 
El Servicio Postal de los Estados Unidos está ubicada en 4320 Avenida Marina.

## Escuelas
Distrito escolar primario de Lawndale
- Lawndale Elementary School District, que actúa en los grados 6 º, 7 º y 8 º
- Valley View Community Unit School District 365U
- F.D.R Elementary School
- William Anderson Elementary School
- William Green Elementary School
- Mark Twain Elementary School
- Billy Mitchell Elementary School
- Lucille J. Smith Elementary School

Distrito de Escuelas Preparatorias Centinela Valley Union
- Lawndale High School
- Leuzinger High School
- Hawthorne High School
- Lloyde High School

Environmental Charter High School es una escuela charter en Lawndale.
La nueva construcción de la Biblioteca Pública de Lawndale se encuentra adyacente a Lawndale City Hall.

## Geografía
Según la oficina del censo de Estados Unidos, la ciudad tiene un área total de 2,0 millas cuadradas (5.2 km²), toda la zona.
Lawndale está bordeado por Redondo Beach en el oeste y sudoeste, Hawthorne en el norte, Torrance en la zona sureste y Área no incorporada de El Camino Village (también conocido como Alondra Park) en el este.
Lawndale se ubica por la Interestatal 405 y Artesia Blvd., Hwy 91, que se convierte en la Ruta Estatal 91, una autopista, más al este. Lawndale está a 5,7 millas del Aeropuerto Internacional de Los Ángeles.
El servicio de transporte público es el siguiente: the Lawndale Beat, the Gardena Bus 1, Metro Green Line and by Metro buses 211, 40 y 740.
El clima es agradable y cálido lo largo del año, en el invierno hay moderadas lluvias. La ciudad obtiene efectos leves de la capa marina pero no tan alta como cerca de Manhattan Beach y El Segundo.

## Demografía

### 2010
El censo de Estados Unidos 2010 informó que Lawndale tenía una población de 32.769. La densidad de población era de 16.599,0 personas por milla cuadrada (6,408.9/km²). La composición racial de Lawndale era 14.274 (43.6%) Blancos (Blancos no Hispano 16.2%), 3320 (10,1%) afroamericanos, 301 (0,9%), nativos americanos, 3.269 (10,0%) de Asiáticos, 367 (1.1 %) Islas del Pacífico, 9374 (28,6%) de otras razas, y 1864 (5,7%) a partir de dos o más razas. Hispanos o Latinos de cualquier raza eran 20.002 personas (61,0%).
Había 9.681 casas, de las cuales 4.516 (46,6%) tenían hijos menores de 18 años que vivía allí, 4.467 (46,1%) Matrimonio de heterosexuales, 1.813 (18,7%) tenían una cabeza de familia femenina sin marido, 881 (9,1%) tenían un cabeza de familia de sexo masculino sin la esposa presente. Hubo 722 (7,5%) heterosexuales no casados, y 64 (0,7%) homosexuales en Pareja de hecho. 1.758 hogares (18,2%) fueron compuestos de individuos y 442 (4,6%) tuvieron alguna persona mayor de 65 años de edad o más. El tamaño medio de la casa era 3.37. Había 7,161 familias (74,0% de todas las casas); el tamaño medio de la familia era 3.84.

## Política
En la legislatura estatal Lawndale está situado en el distrito del Senado 25, representada por el demócrata Edward Vincent y en la Asamblea del Distrito 51, representado por el demócrata Curren D. Price Jr. El gobierno federal, se encuentra en el 43.º distrito congresional de California, y está representado por demócrata Maxine Waters.
A partir del 16 de noviembre de 2013 la alcaldía está vacante, tras la muerte de Harold Hofmann. Se desempeñó como alcalde durante 22 años, debido a que no había límites de plazo de la ciudad y sin oposición en la mayoría de las elecciones.
El Departamento de Servicios de Salud del Condado de Los Ángeles opera el centro de salud de Tucker Curtis en Inglewood, sirviendo en Lawndale.

## Residentes famosos
- Fred Dryer, actor y jugador de baloncesto de la NFL, creció en Lawndale.
- Roy Rogers y Bettie Page, una vez vivieron aquí por un corto tiempo.

## Ciudades hermanadas
- Cagayán de Oro, Filipinas.